# Haukejaure
Haukejaure är en sjö i Gällivare kommun i Lappland och ingår i Råneälvens huvudavrinningsområde.
Namnet är samiskt och kan på svenska översättas med Gäddsjön.